# Yinbaohu (sockenhuvudort i Kina, Jiangxi Sheng, lat 29,29, long 116,58)
Yinbaohu är en sockenhuvudort i Kina. Den ligger i provinsen Jiangxi, i den sydöstra delen av landet, omkring 96 kilometer nordost om provinshuvudstaden Nanchang. Antalet invånare är 16 703. Befolkningen består av 8 206 kvinnor och 8 497 män. Barn under 15 år utgör 31 %, vuxna 15-64 år 61 %, och äldre över 65 år 7,0 %.
Runt Yinbaohu är det ganska tätbefolkat, med 248 invånare per kvadratkilometer. Närmaste större samhälle är Youdunjie, 11,1 km nordost om Yinbaohu. Trakten runt Yinbaohu består till största delen av jordbruksmark.
Genomsnittlig årsnederbörd är 2 232 millimeter. Den regnigaste månaden är juni, med i genomsnitt 350 mm nederbörd, och den torraste är oktober, med 55 mm nederbörd.